# Ходяча людина (скульптура)
Ходяча людина (Walking Man) — скульптура Джонатана Борофського 1995 року, що у висоту 17 м і вагою 16 тонн. Вона розташована на площі Леопольдштрассе в Мюнхені, поруч із бізнес-приміщенням Munich Re. Скульптура була представлена громадськості 21 вересня 1995 р. тодішнім головою Munich Re, Гансом-Юргеном Шінцлером та тодішнім мером Мюнхена Крістіаном Уде.
Після представлення 25-метрової скульптури «Людина, що йде до неба» (Man Walking to the Sky) на вулиці Документа 9, Борофський був одним із шести художників, запрошених на конкурс для нової будівлі Munich Re. Спочатку скульптура була створена в Лос-Анджелесі, і на її виготовлення знадобилося більше року. Її відправили до Мюнхена дев'ятьма одиницями. Твір було добре сприйнято пресою та є популярним серед громадськості.

## Галерея

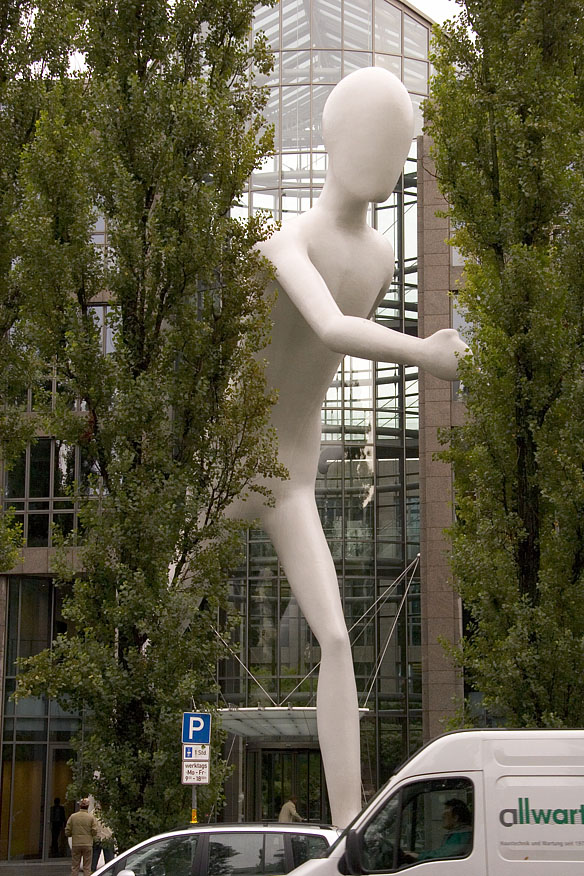
Людина, що йде
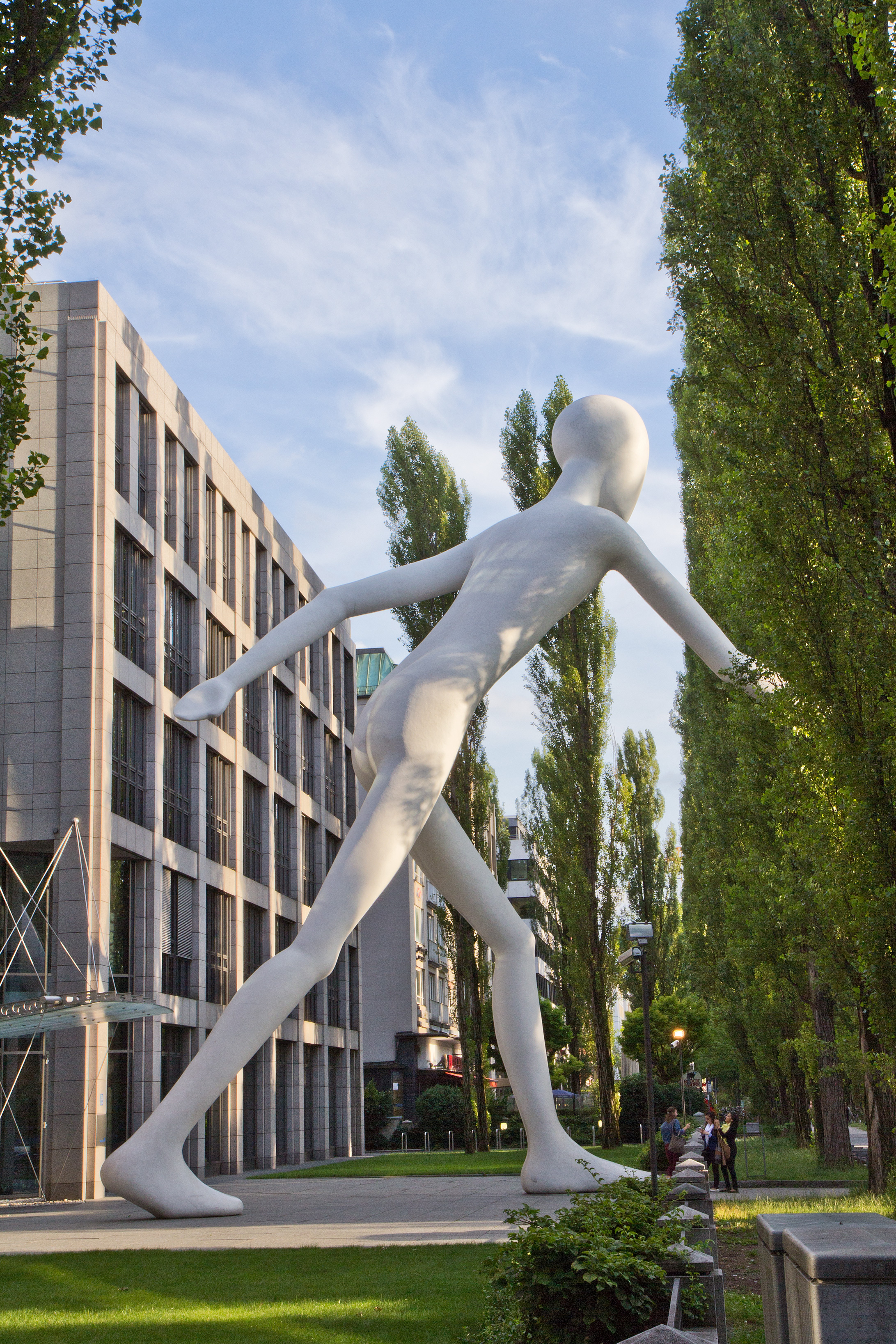
Людина, що йде